# Zladovac
Zladovac (em cirílico: Зладовац) é uma vila da Sérvia localizada no município de Žitorađa, pertencente ao distrito de Toplica, na região de Toplica. A sua população era de 24 habitantes segundo o censo de 2011.

## Demografia
| 1948 | 1953 | 1961 | 1971 | 1981 | 1991 | 2002 | 2011 |
| ---- | ---- | ---- | ---- | ---- | ---- | ---- | ---- |
| 732  | 738  | 734  | 87   | 55   | 38   | 20   | 24   |